# Kjósarhreppur
Pronunciação
Kjósarhreppur ou Kjós, é um município na Islândia. Em 2021 tinha uma população estimada em 250 habitantes.